# Нядбай, Татьяна Леонидовна

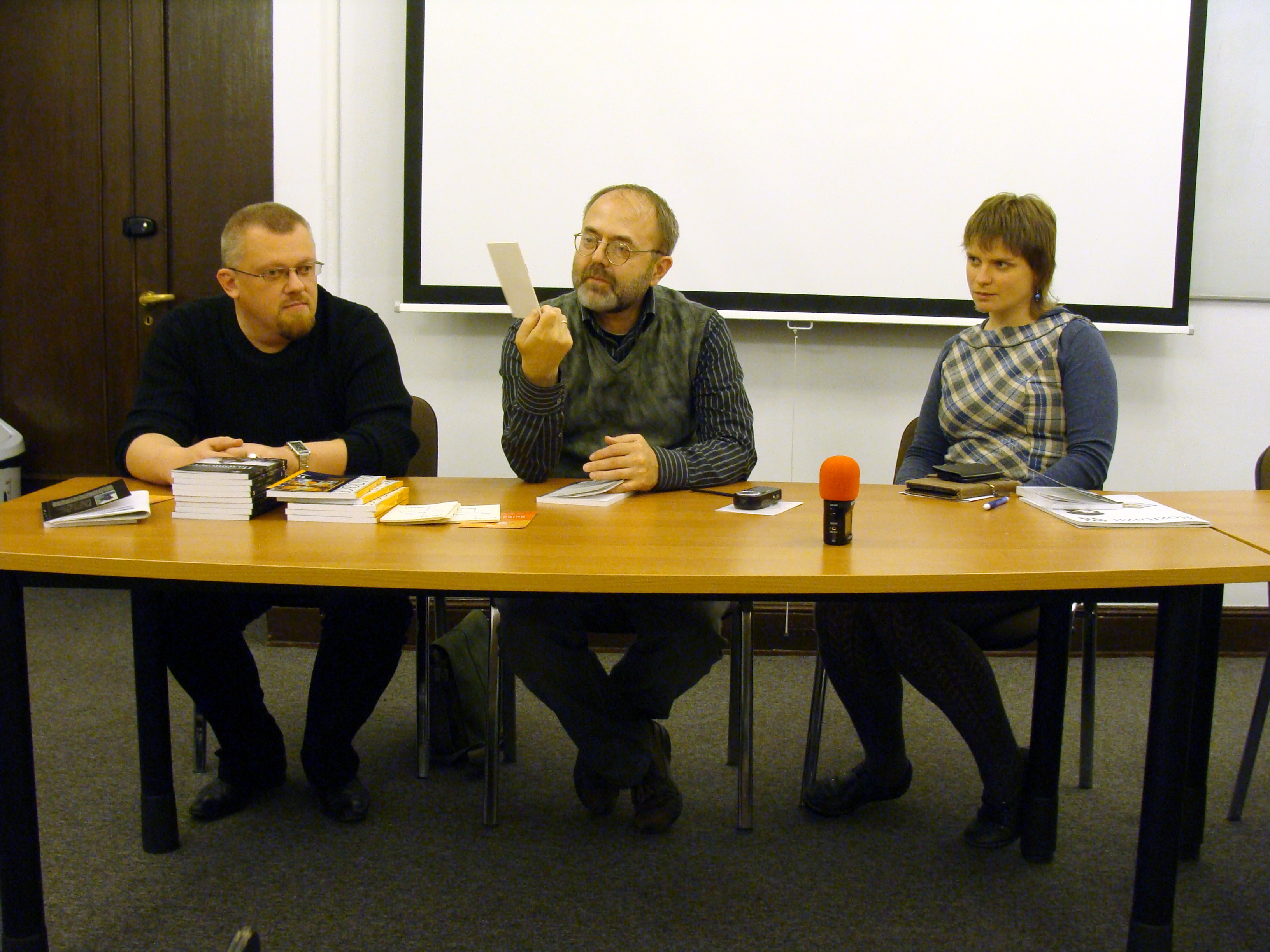
Юрий Гуменюк, Алесь Аркуш и Татьяна Нядбай в Collegium Civitas в Варшаве 24 октября 2012 года

Татьяна Леонидовна Нядбай (бел. Тацяна Нядбай; род. 3 октября 1982, Полоцк) — белорусская поэтесса, переводчица.

## Биография
Окончила филологический факультет БГУ, магистратуру ЕГУ (2006) и аспирантуру университета UMCS в Люблине, где защитила диссертацию по истории белоруской литературе. Жила и работала в Варшаве, сейчас живёт в Минске.
Являлась председателем польско-белорусского Фонда «Открытая культура».
Возглавляла Белорусский ПЕН-центр (5 ноября 2017 — 26 октября 2019).
Именно во время руководства Т. Нядбай из организации были исключены Глеб Лободенко, Павел Северинец, вслед за ними из состава Белорусского ПЕН-центра вышел Андрей Дынько.

### Сборники стихов
- Сирены поют джаз (2014), 48 с.

### Переводы
- Томпсан, Э. М. Песняры імперыі: Руская літаратура і каланіялізм: пераклад з англійскай / пер. Нядбай (Нетбаева) Т. Л. — Мн .: Медысонт, 2009. — 381 с. — 500 экз. — ISBN 978-985-6887-53-9.
- Анна Бужыньска, Михал Павел Марковский. Теории литературы XX века: перевод с польского / пер. Нядбай (Нетбаева [Tatsiana Netbayeva]) Т. Л.

## Премии и награды
- Лауреат конкурса Белорусского ПЕН-центра к 75-летию В. С. Короткевича (2005)[4]
- Лауреат Литературной премии «Дебют» имени Максима Богдановича в области поэзии (2015)[5] за первую книгу поэзии «Сирены поют джаз».

## Участие в общественной жизни
21 марта 2006 арестована за участие в палаточном городке, осуждена на 5 суток ареста по ч. 1 арт.167-1.